# پارک المپیک سیدنی
پارک المپیک سیدنی (به انگلیسی: Sydney Olympic Park) یک منطقهٔ مسکونی در استرالیا است که در نیو ساوت ولز واقع شده‌است.

## جستارهای وابسته

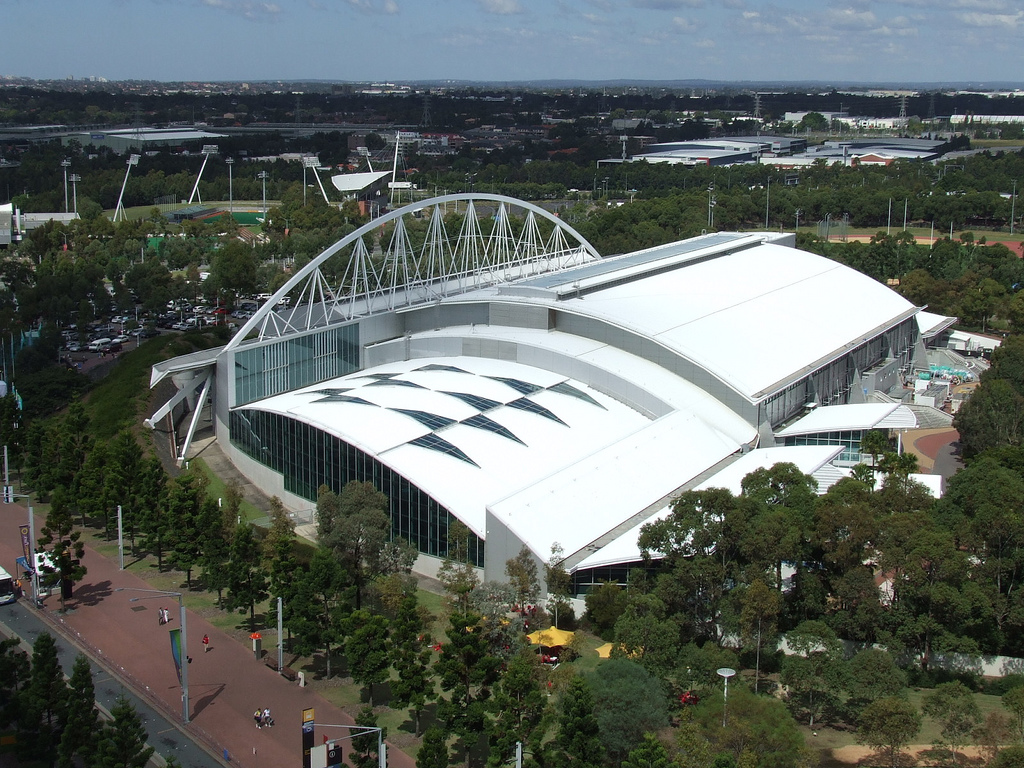
آکواتیک سنتر پارک المپیک سیدنی

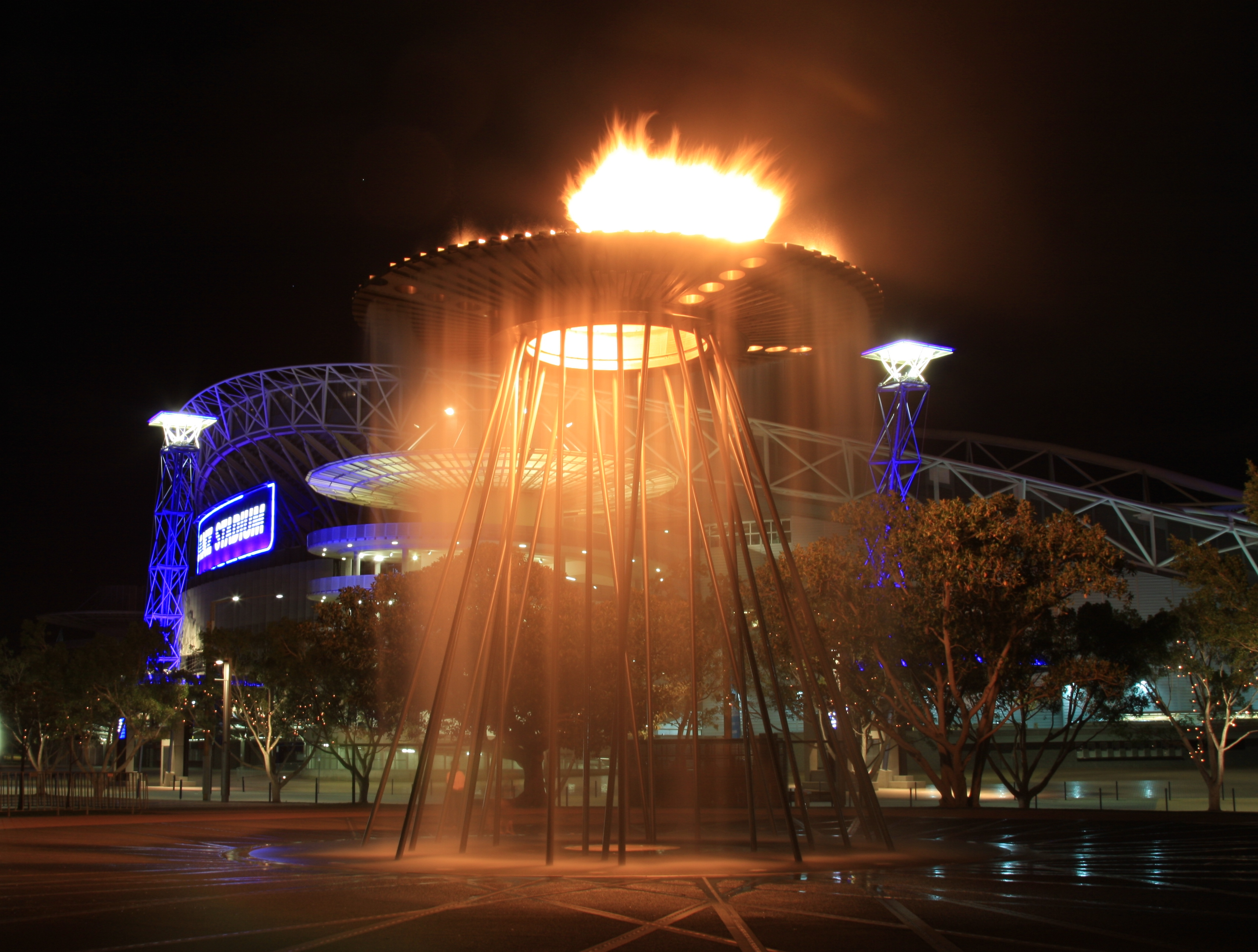
دیگ بخارالمپیک به چشمه آب تبدیل شده‌است